# Tony Nese
Anthony Nese (né le 6 août 1985 à Ridge, New York) est un catcheur américain. Il travaille actuellement à la All Elite Wrestling, sous le nom de Tony Nese.
Il est aussi connu pour avoir travaillé à la World Wrestling Entertainment, où il a remporté une fois le titre Cruiserweight de la WWE.

## Carrière

### Circuit Indépendant (2005-2011)
Il s'entraîne à l'école de catch de la New York Wrestling Conection (NYWC) dirigé par Mikey Whipwreck. Il fait ses débuts en tant que catcheur au sein de cette fédération sous le nom de Matt Maverick fin 2005 puis simplement Maverick à partir d'avril 2006. C'est en équipe avec Plazma qu'il obtient son premier titre en devenant champion par équipe de la NYWC le 21 juillet 2007. Leur règne prend fin le 15 décembre et début 2008 son équipier quitte la NYWC pour la World Wrestling Entertainment,. Le 27 décembre 2008, il devient champion Interstate de la NYWC, titre qu'il perd le 20 juin 2009,. Le 30 janvier 2010, il devient champion du monde poids-lourds de la NYWC et garde ce titre jusqu'au 22 mai,. Durant cette période il a changé de nom de ring pour celui de Tony Nese. Le 20 novembre, il fait ses débuts à l'EVOLVE où il participe à un match à quatre remporté par AR Fox.
Le 5 mars 2011, il devient champion de l'état de New York de la Pro Wrestling Syndicate, une fédération du New Jersey. Il revient à l'EVOLVE le 19 avril où il perd face à Silas Young.

### Total Nonstop Action Wrestling (2011-2012)
Il participe à son premier match à la Total Nonstop Action Wrestling (TNA) le 7 juillet 2011 où il participe à un match à trois remporté par Jack Evans et comprenant aussi Jesse Sorensen.
Le 17 mai, Nese annonce que son contrat avec la TNA prend fin car il souhaite participer à un spectacle de la Pro Wrestling Syndicate diffusé en paiement à la séance sur internet chose que refuse la TNA qui lui propose de mettre fin à son contrat[réf. nécessaire].

### Retour sur le circuit indépendant (2012-2016)
En janvier 2012, la Pro Wrestling Syndicate (PWS) rebaptise le championnat de l'état de New York en championnat Tri State. Le 9 mars, il conserve son titre face à Alex Reynolds,.
Le 16 août, il remporte le championnat Fusion de la New York Wrestling Connection (NYWC) après sa victoire sur Stockade. Le 14 septembre, il conserve son titre de champion Tri State de la PWS face à Matt Hardy.
Par la suite, il perd son titre Tri State de la PWS face à Starman dans un match à trois comprenant aussi Alex Reynolds.

### Dragon Gate USA et fédérations liées (2012-2016)
Lors d'Evolve 35, lui et Caleb Konley battent The Bravado Brothers et AR Fox et Rich Swann dans un Three Way Elimination Tag Team Match et remportent les Open The United Gate Championship.

### Retour à la Total Nonstop Action Wrestling (2013)
Il fait son retour lors de X-Travaganza en perdant avec Rashad Cameron contre Douglas Williams et Kid Kash[réf. nécessaire].

### World Wrestling Entertainment (2016-2021)

#### WWE Raw et 205 Live (2016-2017)
Tony Nese fait ses débuts dans le roster principal lors de l'épisode de Raw du 26 septembre en perdant face au champion Cruiserweight, T.J. Perkins[réf. nécessaire].

#### Champion Cruiserweight de la WWE et départ (2019-2021)
Le 7 avril 2019 lors du pré-show à WrestleMania 35, il devient le nouveau champion Cruiserweight de la WWE en battant Buddy Murphy. Le 19 mai à Money in the Bank, il conserve son titre en battant Ariya Daivari[réf. nécessaire]. Le 23 juin à Stomping Grounds, il perd un Triple Threat Match face à Drew Gulak, qui inclut également Akira Tozawa, ne conservant pas son titre[réf. nécessaire].
Le 25 juin 2021, il est renvoyé par la WWE.

### All Elite Wrestling (2021-...)
Le 3 décembre, il signe officiellement avec la All Elite Wrestling. Le même jour à Rampage, il fait ses débuts avec la fédération en affrontant Sammy Guevara pour le titre TNT de la AEW, mais perd le match, ne remportant pas le titre.
Le 29 mai 2022 lors du pré-show à Double or Nothing, Mark Sterling et lui perdent face à Danhausen et Hook.
Le 5 mars 2023 lors du pré-show à Revolution, Ari Daivari, Josh Woods et lui perdent face à Mark Briscoe et aux Lucha Brothers dans un Trios match.
Le 28 mai à Double or Nothing, il ne remporte pas le titre International de la AEW, battu par Orange Cassidy dans un 21-Man Blackjack Battle Royal.

## Palmarès
- Dragon Gate USA
  - 1 fois Open the United Gate Championship avec Caleb Konley et Trent Barreta
  - Six Man Tag Team Tournament (2014) avec Caleb Konley et Trent Barreta[28]

- Family Wrestling Entertainment
  - 1 fois FWE Tag Team Champion avec Jigsaw
  - Openweight Grand Prix (2013)

- International Wrestling Cartel
  - 1 fois IWC Super Indy Champion

- New York Wrestling Connection
  - 2 fois NYWC Heavyweight Champion
  - 1 fois NYWC Fusion Champion
  - 1 fois NYWC Interstate Champion
  - 1 fois NYWC Tag Team Champion avec Plazma

- Pro Wrestling Syndicate
  - 1 fois PWS Tri-State Champion[15]
- World Wrestling Entertainment
  - 1 fois WWE Cruiserweight Champion
  - Cruiserweight Championship n°1 Contendership Tournament (2019)

## Récompenses des magazines
- Pro Wrestling Illustrated

| Année | 2012 | 2013 | 2014 | 2015 | 2016 | 2017 | 2018 | 2019 | 2020 | 2021 à 2023 | 2024 |
| ----- | ---- | ---- | ---- | ---- | ---- | ---- | ---- | ---- | ---- | ----------- | ---- |
| Rang  | 291  | 253  | 248  | 265  | 137  | 231  | 137  | 45   | 422  | Non classé  | 479  |